# 呂号第二潜水艦
|          |                                                              |
| 艦歴     |                                                              |
| 計画     | 大正4年度計画                                                |
| 起工     | 1918年7月1日                                                 |
| 進水     | 1919年11月22日                                               |
| 就役     | 1920年4月20日                                                |
| 除籍     | 1932年4月1日                                                 |
| 性能諸元 |                                                              |
| 排水量   | 基準：689トン 常備：717トン 水中：1,047トン                  |
| 全長     | 65.58m                                                       |
| 全幅     | 6.07m                                                        |
| 吃水     | 4.19m                                                        |
| 機関     | フィアット式ディーゼル2基2軸 水上：2,600馬力 水中：1,100馬力 |
| 速力     | 水上：18kt 水中：8kt                                         |
| 航続距離 | 水上：10ktで3,500海里 水中：4ktで75海里                      |
| 燃料     | 重油                                                         |
| 乗員     | 43名                                                         |
| 兵装     | 短7.5cm単装砲1門 45cm魚雷発射管 艦首3門、艦尾2門 魚雷8本     |
| 備考     | 安全潜航深度：50m                                            |

呂号第二潜水艦（ろごうだいにせんすいかん）は、日本海軍の潜水艦。呂一型潜水艦（F1型）の2番艦。竣工時の艦名は第二十一潜水艦。

## 艦歴
1918年（大正7年）7月1日、神戸川崎造船所で起工。1919年（大正8年）11月22日進水。1920年（大正9年）4月20日竣工。竣工時の艦名は第二十一潜水艦、二等潜水艦に類別。1924年（大正13年）11月1日、呂号第二潜水艦に改称。1932年（昭和7年）4月1日に除籍。1934年（昭和9年）10月、特務艦朝日の沈没潜水艦救難実験に使用された。
船体構造の欠陥から潜航深度20ｍが限界で、実戦用潜水艦に適さないと判定された。

## 歴代艦長
※艦長等は『日本海軍史』第10巻の「将官履歴」及び『官報』に基づく。

### 艤装員長
- （心得）渡部徳四郎 大尉：1919年12月1日[4] -

### 艦長
- （心得）渡部徳四郎 大尉：1920年4月20日[5] - 10月16日[6]
- （心得）塹江乙矢 大尉：1920年12月1日[7] - 1921年4月1日[8]
- （心得）箕輪中五 大尉：1921年4月1日[8] - 1921年11月20日[9]
- （心得）岩高賢治 大尉：1921年11月20日[9] - 1922年12月1日[10]
- （心得）田村劉吉 大尉：1922年12月1日 - 1923年1月8日
- （心得）津田源助 大尉：1923年1月8日[11] -